# متحف نفحات الماضي
متحف نفحات الماضي أحد متاحف منطقة الرياض في محافظة الحريق , أسسه محمد بن ناصر الجمعان، تم تأسيس وإعداد المتحف ضمن سكن المالك، تم تصميم بنائه على الطابع التراثي القديم (النجدي) ، ويتكون من قاعتين رئيسيتين كل قاعة مقسمة إلى أركان تضم مجموعة من القطع التراثية المتجانسة، القاعة الأولى وتضم ركن أدوات القهوة وأواني الطبخ، والركن الثاني يضم بعض الحلي والمجوهرات، ويضم الركن الثالث بعض العملات والنقود الورقية والمعدنية، كما يضم الركن الرابع بعض المطبوعات والكتب القديمة وعدد من الأجهزة السمعية والطربية القديمة، أما القاعة الثانية فتضم ركن للأسلحة وأدوات الحرب، والركن الثاني يضم بعض الصناعات الجلدية، والركن الثالث يضم بعض المشغولات الخوصية وبعض القدور والسحال الكبيرة وبعض أدوات الإضاءة من سرج وأتاريك.